# Adama... tajemnice
Adama... tajemnice – film biograficzny o Adamie Mickiewiczu w reżyserii Krzysztofa Magowskiego. Film ten jest obrazem wędrówki śladami poety. Podróż ta ubarwiona jest muzyką i śpiewem Leszka Długosza i recytacją Krzysztofa Kolbergera. Narratorem jest autor scenariusza Krzysztof Rutkowski.
W filmie poruszono kwestie sporne i niewyjaśnione sytuacje z biografii wieszcza. Autorzy obrazu starają się też odpowiedzieć na pytanie, dlaczego Mickiewicz w pewnym momencie przestał tworzyć.